# Olszyniec (województwo dolnośląskie)
Olszyniec (niem. Erlenbusch, Nieder Tannhausen) – wieś w Polsce położona w województwie dolnośląskim, w powiecie wałbrzyskim, w gminie Walim.
W latach 1954–68 w granicach Jedliny-Zdroju.

## Położenie
Olszyniec to wieś o długości około 2,0 km, leżąca na granicy Gór Sowich i Gór Wałbrzyskich, w dolinie Bystrzycy, na wysokości około 390–430 m n.p.m.

## Podział administracyjny
W latach 1946–1954 Olszyniec stanowił gromadę w gminie Jedlina Zdrój w powiecie wałbrzyskim w województwie wrocławskim. W związku z reformą administracyjną kraju jesienią 1954 wszedł w skład nowo utworzonej gromady Jedlina Zdrój. 13 listopada 1954, po pięciu tygodniach, gromadę Jedlina Zdrój zniesiono w związku z nadaniem jej statusu osiedla, przez co Olszyniec stał się integralną częścią Jedliny-Zdroju. 1 stycznia 1967 osiedle Jedlina Zdrój otrzymało status miasta, w związku z czym Olszyniec został obszarem miejskiem. 1 stycznia 1969 Olszyniec wyłączono z miasta Jedliny-Zdroju i włączono do gromady Zagórze Śląskie, w związku z czym Olszyniec ponownie się usamodzienił jako odrębna wieś.
W latach 1975–1998 miejscowość położona była w województwie wałbrzyskim.

## Historia
Pierwsza wzmianka o Olszyńcu pochodzi z 1335 roku, była to już wtedy znaczna miejscowość, ponieważ był w niej kościół. W XVIII wieku był tu lokalny ośrodek tkactwa chałupniczego. W 1825 roku we wsi było 31 domów, w tym kościół katolicki, szpital i 2 bielniki, a w 1840 roku dodatkowo doszły: młyn wodny, tartak i gorzelnia.  Od połowy XIX wieku Olszyniec nabrał pewnego znaczenia turystycznego, ponieważ znalazł się na uczęszczanej trasie do Jedliny-Zdroju, mimo to miejscowość nigdy nie stała się letniskiem. W 1904 roku przez wieś przeprowadzono  linię kolejową, co jednak nie wpłynęło na jej rozwój. W latach 1944–1945 w miejscowości znajdowała się filia obozu koncentracyjnego Groß-Rosen. Po 1945 roku Olszyniec pozostał wsią rolniczą, w 1978 roku było tu 26 gospodarstw rolnych i mieszkały 333 osoby.

## Zabytki
Do wojewódzkiego rejestru zabytków wpisany jest:
- kościół ewangelicki, obecnie rzymskokatolicki kościół filialny pw. św. Anny, należący do parafii Podwyższenia Krzyża Świętego w Zagórzu Śląskim, zbudowany w roku 1593, restaurowany w roku 1926. Jest to budowla jednonawowa, orientowana, ze sklepieniem krzyżowo-żebrowym, w nawie strop kasetonowy z 1611[12].

Inne zabytki:
- zespół młyna składający się z: domu mieszkalnego, budynku produkcji i zabudowań gospodarczych, pochodzący z pierwszej połowy XIX wieku,
- czteroprzęsłowy wiadukt kolejowy o konstrukcji kratownicowej, pochodzący z początku XX wieku.